# Emiliana Arango
Emiliana Arango Restrepo (Medellín, 28 de noviembre de 2000) es una jugadora de tenis colombiana.
Su mejor clasificación en la WTA fue la número 80 del mundo, que llegó el 3 de marzo de 2025. En dobles alcanzó número 572 del mundo, que llegó el (13 de noviembre de 2023). Hasta la fecha, ha ganado un individual y ningún títulos de dobles en el ITF tour.
Ella debut en la WTA en Copa Colsanitas 2016, donde recibió un Wildcard para el cuadro principal, perdiendo en primera ronda contra la que fue la campeona Irina Falconi.

## Títulos WTA (0; 0+0)

### Individual (0)
| Leyenda              |
| Grand Slam (0)       |
| Juegos Olímpicos (0) |
| WTA Finals (0)       |
| WTA 1000 (0)         |
| WTA 500 (0)          |
| WTA 250 (0)          |

#### Finalista (1)
| N.º | Fecha              | Torneo | Superficie | Oponente en la final | Resultado |
| --- | ------------------ | ------ | ---------- | -------------------- | --------- |
| 1.  | 2 de marzo de 2025 | Mérida | Dura       | Emma Navarro         | 0-6, 0-6  |

## Títulos WTA 125s

### Individuales (1–1)
| Resultado | Fecha                  | Torneo     | Superficie    | Oponente         | Puntaje     |
| --------- | ---------------------- | ---------- | ------------- | ---------------- | ----------- |
| Finalista | 3 de noviembre de 2024 | Santa Cruz | Tierra batida | Anca Todoni      | 6-7(5), 0-6 |
| Campeona  | 16 de febrero de 2025  | Cancún     | Dura          | Carson Branstine | 6-2, 6-1    |